# Distrikt Vitis

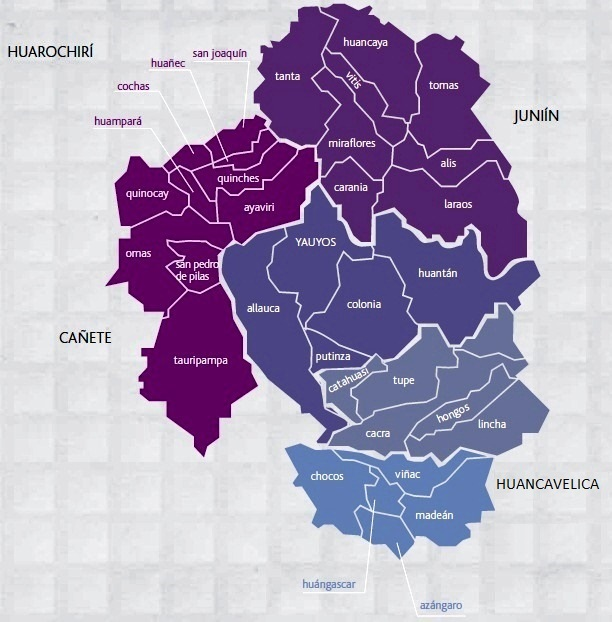
Karte der Provinz Yauyos

Der Distrikt Vitis liegt in der Provinz Yauyos in der Region Lima im zentralen Westen von Peru. Der Distrikt wurde am 7. Februar 1944 gegründet. Er besitzt eine Fläche von 105 km². Beim Zensus 2017 wurden 332 Einwohner gezählt. Im Jahr 1993 lag die Einwohnerzahl bei 326, im Jahr 2007 bei 525. Sitz der Distriktverwaltung ist die 3616 m hoch gelegene Ortschaft Vitis mit 319 Einwohnern (Stand 2017). Vitis befindet sich knapp 29 km nordnordöstlich der Provinzhauptstadt Yauyos. Der Distrikt befindet sich vollständig innerhalb des Schutzgebietes Reserva Paisajística Nor Yauyos Cochas.

## Geographische Lage
Der Distrikt Vitis befindet sich in der peruanischen Westkordillere im Norden der Provinz Yauyos. Die Längsausdehnung in NNW-SSO-Richtung beträgt 25 km. Den äußersten Südosten des Distrikts durchquert der Oberlauf des Río Cañete in südlicher Richtung. An der südwestlichen Distriktgrenze befindet sich der 5467 m hohe Nevado Acovilca.
Der Distrikt Vitis grenzt im Südwesten an den Distrikt Miraflores, im äußersten Nordwesten an den Distrikt Tanta, im Nordosten an den Distrikt Huancaya sowie im Südosten an die Distrikte Tomas und Alis.